# Vinci SA
Vinci SA, prej Société Générale d’Entreprises (SGE), je drugo največje svetovno podjetje v koncesijski in gradbeni industriji in po vsem svetu zaposluje 222.397 ljudi. Vincijeve dejavnosti so organizirane v petih poslovnih centrih: Vinci Autoroutes, Vinci Concesions, Vinci Energies, Eurovia in Vinci Construction. Leta 2019 je bilo podjetje prisotno v več kot 100 državah, njegov promet v letu 2019 je znašal 48,053 milijarde evrov.